# プルガサリ 伝説の大怪獣
『プルガサリ 伝説の大怪獣』（Pulgasari、不可殺）は、1985年の朝鮮民主主義人民共和国製作の怪獣映画。
「プルガサリ」とは「不可殺」（불가살이 / 不可殺이の転）の意であり、想像上の殺すことができない怪物を意味する。1962年には、大韓民国が韓国初の怪獣映画として同じく題材に扱っている。

## 概要
朝鮮民話に題材が取られており、時代劇の中に怪獣が登場する特撮映画作品で、屋根瓦や内部の柱や梁まで忠実に再現された王城のミニチュアとその破壊の迫力、社会主義国ならではのエキストラ大量動員による革命軍対政府軍の激突など、現実感がある戦闘シーンなどが特徴として挙げられる。
製作に際しては日本から中野昭慶やスーツアクターの薩摩剣八郎など、「ゴジラシリーズ」を手がけた東宝特撮チームが招かれ、特殊技術を担当した。
1985年に完成して世界公開を目指したが、「政治的な理由」で公開が中止された。詳細な説明はされていないが、本作を監督したのが韓国から「亡命」した申相玉（シン・サンオク）であり（申自身は後に自主的な亡命ではなく拉致であったと語っている。詳細は申相玉の記事を参照。）、申相玉が本作の制作を最後に北朝鮮からアメリカ合衆国へ亡命したことも一因と推測されている。その後、日本公開は1998年に行われた。
なお、1962年に韓国でもプルガサリを題材とした怪獣映画『プルガサリ（ポスター表記は『松都末年のプルガサリ（松都末年의 불가사리）』）』が製作・公開された。韓国初の怪獣映画で、ストーリーも本作に類似するが、公開後にフィルムが失われたこともあり日本未公開。

## あらすじ
高麗王朝末期、苛斂誅求による飢饉で民衆は苦しんでいた。あまつさえ王朝は、農民たちの農具をとりあげ、鍛冶屋のタクセに武器を作らせようとする。これに抗議した鍛冶屋タクセは捕らえられ獄死する。しかし獄中でタクセは無念の思いを込めながら飯粒を練って小さな怪獣「プルガサリ」の像を作っていた。娘のアミは父の遺品として針箱にプルガサリをしまっておくが、ある日裁縫中に指先を傷つける。アミの血を受けたプルガサリには命が宿り、針などの金属を食べることで成長していく。
アミの恋人・インデは役人に逆らった咎で捕らえられる。処刑の場にプルガサリが現れて刑吏の刀を食べてインデを救い、ついで役所の武器庫の武器を食べて山に消える。インデは民衆の一揆を組織して山中で討伐軍を迎え撃つが、糧道を断たれて一時は苦難に陥る。しかし、そこへさらに巨大化したプルガサリが現れて再び危機を救う。一揆軍はプルガサリとともに都に向かって進撃する。アミを人質に取った将軍の計略で火攻めにされるが、鉄を食べて巨大化したプルガサリには通じない。無念の思いを吹き込んだタクセの魂を封じようとする呪術師による攻撃によってプルガサリは危機に陥るが、アミが再び血を注ぐことによってプルガサリは蘇る。王朝軍は最終兵器として巨大な火砲兵器を持ち出すが、プルガサリは砲弾を跳ね返して効果がなく、プルガサリと民衆はついに王朝を倒した。
しかし、王朝を倒してもプルガサリは鉄を食べ続ける。農耕や生活に必要な農具や鍋釜などの金属製品まで食べ尽くしたプルガサリはもはや民衆にとって厄介なものでしかない。プルガサリを養う金属を得るには他国を侵略し世界中を戦争に巻き込む以外無く、最後は世界そのものが滅びると考えたアミは、自分自身を犠牲にしてプルガサリを封印することを決意し、大きな鐘を突いてプルガサリを誘導すると、自らその中に入る。そして、アミが入った鐘を食べたプルガサリは、悲しみの断末魔を上げると風化し、全身を崩壊させた。
その後、小さくなったプルガサリが岩山の中を歩いていた。やがて、小さいプルガサリは光の玉となると、横たわるアミの亡骸に吸い込まれていった。

## キャスト
役名（俳優名）の順に記載する。
- タクセ（リ・イングォン）：鍛冶職人。民衆に慕われている。（※タクセは「ク」「セ」にアクセント）
- アミ（チャン・ソニ）：タクセの娘で、インデと恋仲。
- インデ（ハム・ギソプ）：タクセの弟子。民衆の反乱（一揆）を準備し、朝廷軍と戦闘する。
- ファン将軍（リ・リョンウン）：朝廷軍の将軍。
- 王（パク・ヨンハク）：終盤で倒される。

## 怪獣プルガサリ
牙の生えた水牛のような頭を持ち、身体は鎧を着込んだようなシルエットとなっている。鉄を食し、徐々に大型化する。誕生直後は細かな上半身の動きが見られるが、巨大になると壁のように動き、動作が遅くなる。民衆を苦しめる王朝を攻めるなど常に民衆側の味方となって破壊活動をする。
造型
着ぐるみ制作は、東宝の安丸信行や小林知己が担当。製作作業は東宝社内で行われ、完成後に北朝鮮へ運ばれた。
生まれて間もないころから、巨大化後まで、何種類かの着ぐるみが使われる。生まれたてのころのスーツアクターは深沢政雄、 巨大化してからは、薩摩剣八郎。薩摩は、尾がないので動きやすかったと述べている。

## スタッフ
実際にこの映画を監督したのは申相玉なのだが、日本で劇場公開された際は、北朝鮮でキャリアのある映画監督であるチョン・ゴンジョの名義に変更されている。また、日本人スタッフが関わったことはクレジットされていない。
- 監督、製作：チョン・ゴンジョ[注釈 1]
- 脚本：キム・セリュン
- 撮影：チョ・ミョンヒョン、パク・スンホ
- 編集：キム・リョンスン
- 照明：ロ・ドンチョン、リ・インボム
- 特殊効果：キム・ドクホ
- 特撮美術：パク・チョンギル
- 音楽：ソ・ジョンゴン
- 美術：リ・ドイク
- 協力特撮監督：中野昭慶[注釈 2]
- 撮影：江口憲一[注釈 2]
- 美術：鈴木儀雄[注釈 2]
- 照明：三上鴻平[注釈 2]
- 特殊効果：久米攻[注釈 2]
- 造形チーフ：安丸信行[注釈 2]
- 操演：白熊栄次[注釈 2]
- チーフ助監督：浅田英一[注釈 2]
- 協力：東宝映像[注釈 2]
- 製作：シン・フィルム
- 製作年：1985年
- 製作国：朝鮮民主主義人民共和国
- 日本語版字幕：根本理恵
- 提供：アジア映像センター
- 配給（日本）：レイジング・サンダー

## エピソード

### 撮影時
- 招聘された日本スタッフは「予算が使い放題だった」と話していた。一方で、招聘は強制的なものであったといい、撮影中はパスポートを没収されていた[4]。
- 撮影に際しては朝鮮人民軍が大規模なエキストラとして動員されている。薩摩剣八郎は、現地のスター俳優も衣裳は自前で、ヒロイン役の女優がお茶くみも行っていたと証言している[5]。
- 映画好きで知られる金正日自らがプロデュースした作品であるとされる。製作当時は金日成も存命であり、金正日は「最高権力者」ではなく当時公衆にはほとんど姿を見せなかった。
- 日本からの美術スタッフとして参加した眞壁廉[6]は、ある時宿舎へ帰るバスに乗り遅れたところ、現地スタッフに誘導されて平壌の地下鉄に乗車して帰ったが、当時のそれは日本人に開放される前であり、その現地スタッフは翌日から姿を見せなくなった[7]。

### 申相玉監督の亡命
監督の申相玉は、撮影後の1986年に滞在中のオーストリアでアメリカ大使館に駆け込み、亡命を申請した。申はアメリカ合衆国にて本作のリメイクを企画し、1996年に舞台を中世ヨーロッパに変えた映画『ガルガメス』（監督：ショーン・マクナマラ、脚本：マイケル・アンゲリ）が製作された。

### 日本公開時
日本公開時のポスターのロゴは、同年に公開されたハリウッド版ゴジラのデザインを強く意識したものになっている。
最初の人形を「ミニガサリ」と称し、フィギュアが発売された。

## 映像ソフト化
日本では正式公開（1998年）以前に和光クリエーションでビデオ化されたが、公開後は非公式の海賊版扱いとされている。1998年日本市場向けにNTSC方式のVHS、LD、DVD が正式に発売される。
- VHS：『プルガサリ 伝説の大怪獣【日本語吹替版】』（NTSC 1998年）
- LD：『プルガサリ 伝説の大怪獣』（日本語字幕/朝鮮語　NTSC 1998年　パイオニアLDC（現：NBCユニバーサル・エンターテイメントジャパン）
- DVD：『プルガサリ 伝説の大怪獣』（特典：撮影風景写真 NTSC 1998年 パイオニアLDC（現：NBCユニバーサル・エンターテイメントジャパン）
- DVD：『プルガサリ 伝説の大怪獣 <ザ・定番 第1弾>』（廉価版 特典：撮影風景写真 NTSC 2004年 ジェネオン・エンタテインメント）
- DVD：『プルガサリ 伝説の大怪獣』（NTSC 2012年 ブロードウェイ）

## テレビ放送
日本では1999年11月20日20:00-のゴールデンタイムに東京都域のMXテレビ（現愛称・TOKYO MX）で放送された。
年月は不明だが、関西テレビの深夜に放送されたことがある。

## 関連書籍
- 薩摩剣八郎『俺は俳優だ 着グルミ役者と呼ばれて30年』ワイズ出版、2004年 (ISBN 4898301797)
- 眞壁廉『元気かい? プルガサリ』文芸社、2003年 (ISBN 4-8355-6220-8)
- 薩摩剣八郎『ゴジラが見た北朝鮮』ネスコ、1988年 (ISBN 4-89036-747-0)